# Lopušné Pažite
Lopušné Pažite (bis 1946 nur „Pažite“ – bis 1927 „Pažitie“; ungarisch Pázsitos – bis 1907 Pazsitje oder Pazsite) ist eine Gemeinde im Nordwesten der Slowakei mit 436 Einwohnern (Stand 31. Dezember 2024) und liegt im Okres Kysucké Nové Mesto, einem Kreis des Žilinský kraj, und zugleich in der traditionellen Landschaft Kysuce.

## Geographie
Die Gemeinde befindet sich im Bergland Kysucká vrchovina im mittleren Teil des Tals von Vadičovský potok. Das Ortszentrum liegt auf einer Höhe von 435 m n.m. und ist fünf Kilometer von Kysucké Nové Mesto sowie 14 Kilometer von Žilina entfernt.
Nachbargemeinden sind Kysucké Nové Mesto (Stadtteil Budatínska Lehota) im Norden, Dolný Vadičov im Osten, Žilina (Stadtteil Zástranie) im Süden und Radoľa im Westen.

## Geschichte
Die heutige Gemeinde entstand 1946 durch Zusammenschluss der Orte Lopušná (ungarisch Lapus – bis 1907 Lopusna) und Pažite, nachdem sie bereits zwischen 1907 und 1920 fusioniert waren.
Beide Orte sind neuzeitliche Gründungen: der Teilort Lopušná entstand im 16. Jahrhundert und wurde zum ersten Mal 1598 als Lopussina schriftlich erwähnt. Er war Teil des Herrschaftsgebiets von Budatín, ein Teil des Besitzes gehörte dem Geschlecht Kury. 1784 hatte Lopušná 22 Häuser und 164 Einwohner, 1828 zählte man 24 Häuser und 236 Einwohner, die als Hirten, Imker und Landwirte beschäftigt waren.
Pažite wurde zum ersten Mal 1662 unter dem Namen Pazittje als Meierei schriftlich erwähnt und lag im Herrschaftsgebiet der Burg Strečno. 1784 hatte der Ort 15 Häuser und 92 Einwohner, 1828 zählte man 20 Häuser und 157 Einwohner, die unter anderem als Hausierer, Hirten, Saisonarbeiter, Schindler und Viehhalter beschäftigt waren.
Bis 1918 gehörte der im Komitat Trentschin liegende Ort zum Königreich Ungarn und kam danach zur Tschechoslowakei beziehungsweise heute Slowakei.

## Bevölkerung
| Jahr                | 1994 | 2004    | 2014    | 2024    |
| ------------------- | ---- | ------- | ------- | ------- |
| Anzahl der Personen | 438  | 452     | 468     | 436     |
| Unterschied         |      | +3,19 % | +3,53 % | −6,83 % |

| Jahr                | 2023 | 2024    |
| ------------------- | ---- | ------- |
| Anzahl der Personen | 439  | 436     |
| Unterschied         |      | −0,68 % |

Nach der Volkszählung 2011 wohnten in Lopušné Pažite 467 Einwohner, davon 454 Slowaken sowie jeweils ein Rom und Tscheche. 11 Einwohner machten keine Angabe zur Ethnie.
452 Einwohner bekannten sich zur römisch-katholischen Kirche sowie jeweils ein Einwohner zur Bahai-Religion und zur Evangelischen Kirche A. B. Vier Einwohner waren konfessionslos und bei neun Einwohnern wurde die Konfession nicht ermittelt.

## Bauwerke
- Kapelle im klassizistischen Stil aus dem Anfang des 19. Jahrhunderts